# Mezquita de Ashur

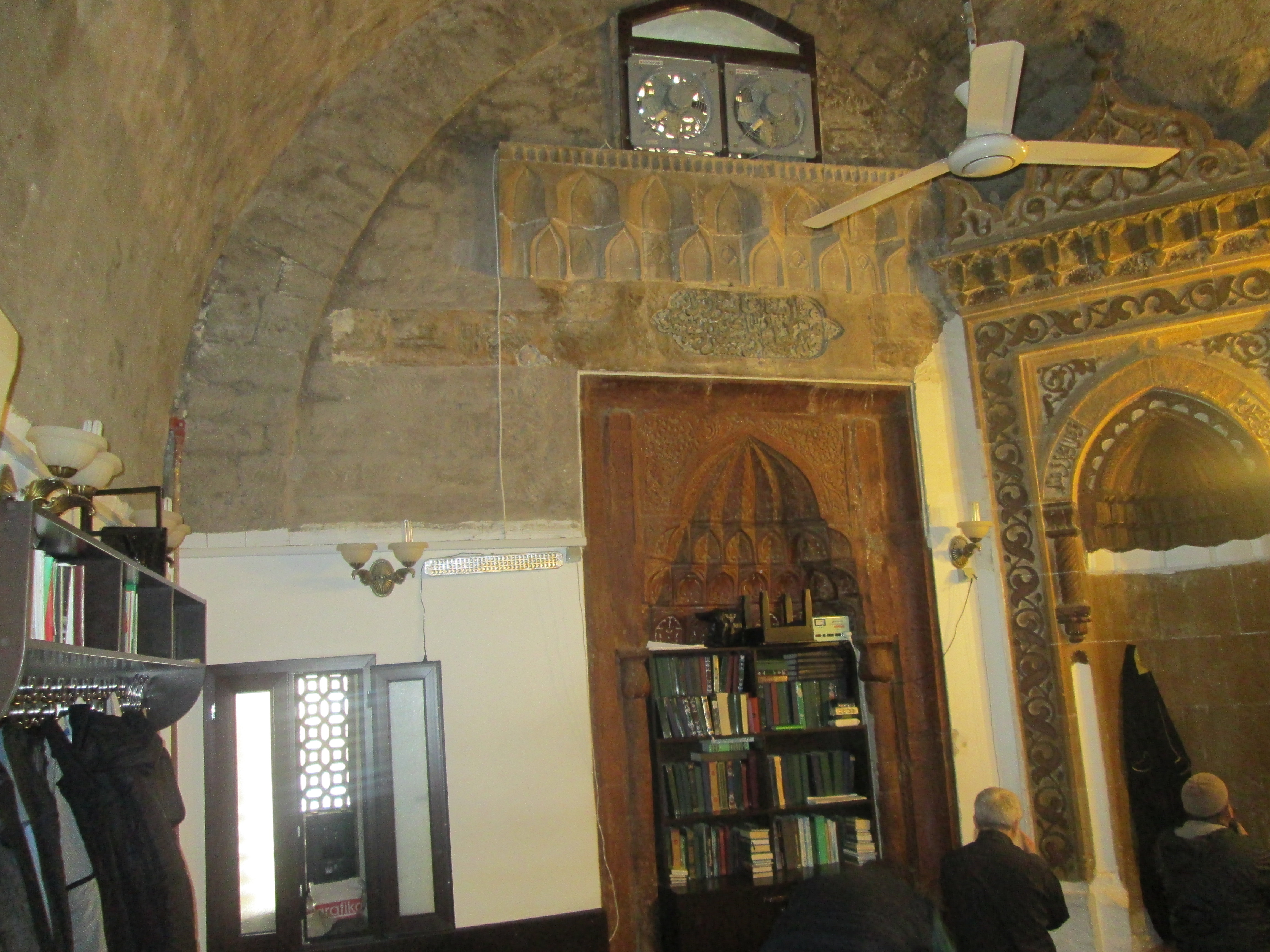
Vista interior de la Mezquita Ashur en Bakú, Azerbaiyán

La Mezquita de Ashur, en la ciudad de Bakú, fue fundada en 1169 por el maestro Najaf Ashur Ibrahim oghlu. Está localizada en la calle de Asaf Zeynalli. La mezquita frecuentemente se llama la Mezquita Lezgin. El segundo nombre de la mezquita está relacionado con el auge petrolero del siglo XIX. Debido a este suceso un gran flujo de los trabajadores se observó en Bakú, incluso de Daguestán. Esta mezquita fue utilizada por los empleados de Dagestan durante las ceremonias religiosas.
La forma de la Mezquita de Ashur es paralelepípedo. Hay dos ventanas pequeñas en la fachada sur del edificio. La entrada de la mezquita es pequeña y en forma de arco. 
En el año de 1970, en la mezquita empezó la restauración y durante las excavaciones arqueológicas se descubrió dos arcos semicirculares que pertenecen al periodo del Imperio sasánida en Azerbaiyán. Estos hallazgos están en la parte sur de la mezquita.